# Бой при Мьяуатлане (1866)
Бой при Мьяуатлане (исп. Batalla de Miahuatlán) произошёл 3 октября 1866 года во время Второй французской интервенции в Мексику в окрестностях Мьяуатлана (ныне Мьяуатлан-де-Порфирио-Диас) в штате Оахака, между частями мексиканской республиканской армии под командованием генерала Порфирио Диаса и войсками Мексиканской империи.
С окончанием Гражданской войны в США в 1865 году Соединенные Штаты начали активно помогать республиканцам и оказывать давление на французов, чтобы те вывели свои войска из Мексики, что началось в мае 1866 года. Республиканские войска стали получать деньги и оружия для продолжения войны. Без французской поддержки имперские войска стали терпеть поражения, например, при Хучитане.
В южном штате Оахака сопротивление возглавлял генерал Порфирио Диас. Его отряд, именуемый Восточной армией, продвигался с юга к столице штата и достиг Мьяуатлана 2 октября. Отряду не хватало продовольствия и боеприпасов, солдаты промокли под дождем и были деморализованы, поэтому Диас попросил у местных торговцев ссуду для удовлетворения самых насущных потребностей своих войск.
3 октября рано утром имперские войска генерала Карлоса Ороноса покинули город Эхутла (ныне Эроика-Сьюдад-де-Эхутла-де-Креспо). Около трех часов дня они оказались недалеко от Мьяуатлана. Шпионы Ороноса сообщили ему, что республиканские силы значительно уступают, поэтому с уверенностью он двинулся дальше.
Диас занял оборонительную позицию фронтом на северо-запад. Он разместил стрелков в ущелье Ногалес, а группу вооруженных горожан спрятал на поле агавы напротив них. Кавалерию Диас расположил дальше на гребне холма.
Атакующие, обнаружив противника, обстреляли позиции республиканцев с большого расстояния, а затем развернули линию стрелков, за которой следовали три колонны. Республиканская кавалерия отступила, преследуемая имперскими войсками, которые попали под смертельный перекрестный огонь скрытых стрелков. Затем Диас послал свою кавалерию через реку Мьяуатлан, чтобы неожиданно атаковать с тыла имперские войска. Столкнувшись с верным поражением, генерал Оронос с остатками своей кавалерии бежал с поля боя. Победа была достигнута благодаря творческому использованию Порфирио Диасом местности и обмана.
Имперцы потеряли 70 человек убитыми и 400 пленными, тогда как республиканцы — 59 убитыми и 14 ранеными. В результате боя отряд Порфирио Диаса пополнился примерно 1000 трофейными винтовками, двумя полевыми орудиями и более 50 вьючными мулами с боеприпасами. Имперские войска потерпели поражение, что открыло Диасу путь к наступлению на город Оахака, которого он достиг 8 октября 1866 года.